# Стромилов, Иван Николаевич
Иван Николаевич Стромилов (1817—1903) — русский военно-морской деятель,  вице-адмирал (1881).

## Биография
Иван Стромилов происходил из древнего дворянского рода Стромиловых, сын Николая Ивановича Стромилова († до 1828) — капитан-лейтенанта Черноморского флота. Воспитанник Морского кадетского корпуса; гардемарин с 27 января 1834 г., произведён в мичманы с 21 декабря 1835 г. Окончил Офицерский класс Николаевской морской академии с производством 26 марта 1839 года в лейтенанты.
После завершения обучения назначен служить в Черноморском флоте. В кампанию 1839 г. на 84-пушечном корабле «Адрианополь» крейсировал у крымских берегов. В кампанию 1841 на корвете «Орест» крейсировал у восточного берега Чёрного моря и участвовал в бомбардировке Навагинского укрепления. В 1842—1843 на бриге «Паламед» перешёл из Одессы в Средиземное море и обратно.
В продолжение службы переведен в Балтийский флот, в 1844—1845 на транспорте «Або» перевозил грузы по балтийским портам. Пожалован орденом Даннеброг за участие в тушении пожара в портовом городе Киле. В 1847—1852 годах на корабле «Андрей» крейсировал в Немецком и Балтийском морях. 23 апреля 1850 года произведён в капитан-лейтенанты. В кампанию 1853 года на корвете «Князь Варшавский» плавал в Финском заливе. В 1854 г. командовал батальоном шхерной гребной флотилии при защите города Або от нападения англо-французского флота и за отличие награжден орденом Св. Анны II степени. В 1855—1857 годах командовал корветом «Князь Варшавский» в Финском заливе и занимал брандвахтенный пост на рейде Кронштадта.
В 1858—1861 в составе отряда из двух корветов «Рында» (командир А. А. Попов) и «Гридень» (командир И. Н. Стромилов) и клипера «Опричник» (2-й Амурский отряд), перешёл из Кронштадта в Тихий океан, прибыв к берегам русского Приморья, в Японское море, плавал у берегов Японии, принимал участие в исследовании побережья русского Приморья. За отлично усердную службу 8 сентября 1859 года произведён в чин капитана 2-го ранга.
7 марта 1860 назначен начальником гидрографической части в Архангельске. 18 декабря 1861 назначен командиром 4-го флотского экипажа. 17 апреля 1862 произведён в капитаны 1-го ранга с утверждением в должности командира 4-го флотского экипажа и 84-пуш. винтового корабля «Ретвизан». 3 сентября 1863 года назначен командиром 5-го флотского экипажа. 27 сентября 1865 года назначен командиром 11-го флотского экипажа. 18 июля 1866 года назначен командиром 2-го флотского экипажа.
1 января 1871 произведён в контр-адмиралы с назначением 2-м кронштадтским комендантом. 30 августа 1874 года назначен 1-м кронштадтским комендантом. В 1881 произведён в вице-адмиралы. 15 мая 1883 награжден орденом Белого Орла. Был награждён всеми орденами вплоть до ордена Святого Александра Невского с бриллиантовыми знаками, пожалованного ему 1 апреля 1901 года.
Умер 4 декабря 1903 (86 лет) в Санкт-Петербурге.

## Семья
Жена (брак 20.04.1860) — Валерия-Екатерина Александровна Гирс (род. 1840 — ум. 1912), дочь генерал-майора Александра Карловича Гирса и Елизаветы Карловны (ур. фон Тифенбах). [РГИА. Ф. 19. Оп. 124. Д. 807. Л. 16]. У них в браке родилось трое детей, которые по различным причинам умерли в детстве. 
Бездетные супруги Стромиловы взяли на воспитание осиротевшую французскую подданную Маргариту Ганиве (род. 1871), которой в 1882 году, по Высочайшему повелению императора Александра III, разрешено было принять фамилию Стромилова и именоваться по отчеству Ивановною.